# Frank Brewin
Frank Gerald Singlehurst Brewin (Puna, Maharashtra, Indija, 21. listopada 1909. — 21. travnja 1976.) je bivši indijski hokejaš na travi. 
Osvojio je zlatno odličje na hokejaškom turniru na Olimpijskim igrama 1932. u Los Angelesu igrajući za Britansku Indiju. Odigrao je jedan susret. Igrao je na mjestu braniča i postigao je jedan pogodak.

## Vanjske poveznice
- Profil na Database Olympics